# Philereme
Philereme is een geslacht van vlinders van de familie spanners (Geometridae), uit de onderfamilie Larentiinae.

## Soorten
- P. bipunctularia Leech, 1897
- P. corrugata Butler, 1884
- P. ignotata Walker, 1862
- P. instabilis Alphéraky, 1883
- P. neglectata Staudinger, 1892
- P. saurisata Walker, 1862
- P. senescens Staudinger, 1892
- P. spilotata Walker, 1863
- P. transversata

Wegedoornspanner (Hufnagel, 1767)
- P. umbraria Leech, 1891
- P. vashti Butler, 1878
- P. vetulata

Sporkehoutspanner (Denis & Schiffermüller, 1775)